# Поврозницький Олександр
Поврозницький Олександр (15 лютого 1878 – 1940, Київ) — офіцер ЗС Австро-Угорщини, підполковник піхоти Війська Польського.

## Життєпис
Народився 15 лютого 1878 року.
1 вересня 1897 став кадетом піхоти Збройних сил Австро-Угорщини, підвищений до лейтенанта 1 листопада 1898, до оберлейтенанта 1 листопада 1903. 
Протягом багатьох років служив у 3-му піхотному полку в Брно. З 1910 року переведений в 2-й боснійсько-герцеговинський піхотний полк, де протягом 1911–1912 рр. був ад'ютантом батальйону.
1 листопада 1912 року отримав звання капітана. У 1912–1913 роках брав участь у мобілізації Збройних сил Австро-Угорщини, запровадженій у зв’язку з війною на Балканах. Приблизно з 1913 р. був командиром кулеметного відділення 2-го боснійсько-герцеговинського піхотного полку.
Після відновлення Польщею незалежності був прийнятий до Війська Польського як колишній офіцер Збройних сил Австро-Угорщини, отримав звання майора. Під час Польсько-української війни на початку 1919 р. очолював 2-й батальйон 13-го полку піхоти. У 1919–1920 рр. він був військовим аташе при Польському посольстві в Белграді. 
11 червня 1920 року затверджений днем 1 квітня 1920 року в чині підполковника, в піхоті, в групі офіцерів колишньої австро-угорської армії. На той час він служив у 5-му управлінні Міністерства військових справ. 1 червня 1921 р. служив у Головному командуванні Війська Польського, а його підрозділом був 39-й піхотний полк Львівських стрільців. 
10 липня 1922 року був затверджений заступником командира 80-го піхотного полку в Слонімі. У квітні 1924 року його перевели до 12-го піхотного полку у Вадовіце заступником командира полку. У травні 1927 р. був звільнений із займаної посади і наданий у розпорядження командувача корпусним округом № V. Потім переведений на пенсію. Проживав у Львові. У 1934 р., будучи офіцером у відставці, був зарахований до окружного офіцерського кадру № VI як офіцер, призначений для мобілізації під час війни, і перебував на обліку Львівського міського повітового округу поповнення.
Після початку Другої світової війни та агресії СРСР проти Польщі 17 вересня 1939 р. був заарештований СРСР на східних територіях Польщі. Його доставили до СІЗО на вулиці Короленківській, 17 у Києві Там він був замордований НКВС, ймовірно, навесні 1940 р. Його прізвище було на т. зв. катинському списку, виданому у 1994 р. Похований на польському військовому кладовищі в Биківні (Київ), відкритому у 2012 році.

## Нагороди
Австро-Угорщина:
- Бронзова ювілейна пам'ятна медаль (1898);[5]
- Військовий ювілений хрест (1908);[11]
- Пам'ятний хрест 1912–1913 (1913);[9]
- Бронзова медаль «За військові заслуги» на стрічці Хреста військових заслуг (1916, з мечами 1918);[12]

Польська республіка:
- Хрест Хоробрих (1922, за оборону Львова).